# Jonathan Davis
För den amerikanska rapparen med födelsenamnet Jonathan Davis, se Q-Tip
Jonathan Howsmon Davis, född 18 januari 1971 i Bakersfield, Kalifornien, är en amerikansk sångare i alternativ metal-bandet Korn.
Under uppväxten fick han uppleva både ett och annat, sexuellt utnyttjande, mobbad i skolan och elak styvmor (vilket man kan tyda i hans sångtexter).
Davis sjunger inte bara i Korn utan kan även spela säckpipa, elbas, trummor, gitarr och fiol. Han fick sina första trummor av sin mormor när han var 5 år gammal. Innan Davis spelade i KoЯn hade han ett band som hette SexArt.
Davis har arbetat med artister som Sepultura, Limp Bizkit, Linkin Park, Coal Chamber, Infected Mushroom, Deadsy, Slipknot, Orgy, Chuck Mosley, Amy Lee, The Cure och SKYND.

## Diskografi (urval)
Korn
Huvudartikel: Korn
- Korn (1994)
- Life Is Peachy (1996)[6]
- Follow the Leader (1998)
- Issues (1999)
- Untouchables (2002)
- Take a Look in the Mirror (2003)
- See You on the Other Side (2005)
- Untitled album (2007)
- Korn III: Remember Who You Are (2010)
- The Path of Totality (2011)
- The Paradigm Shift (2013)
- Serenity Of Suffering  (2016)

Jonathan Davis & Richard Gibbs
- Queen of the Damned: The Score Album (soundtrack)

Jonathan Davis and the SFA
- Alone I Play (2007) (live)
- Live at the Union Chapel (2011)

Killbot
- Sound Surgery (2012)